# Daïra de M'daourouch
La daïra de M'daourouch est une daïra d'Algérie située dans la wilaya de Souk Ahras et dont le chef-lieu est la ville éponyme de M'daourouch.